# Campeonato Mundial de Rugby M19 División D
El Campeonato Mundial M19 División D fue una competición de rugby para selecciones nacionales.
Fue la cuarta categoría del Campeonato Mundial de Rugby M19.
Se disputó solamente en 1998 y 1999, y estuvo organizada por IRB y FIRA.

## Campeonatos

### IRB U19 Rugby World Cup - Division D
| Edición | Año  | Campeón    | 2º puesto |
| ------- | ---- | ---------- | --------- |
| I       | 1998 | Luxemburgo | Suiza     |
| II      | 1999 | Israel     | Suiza     |

## Posiciones
- Número de veces que las selecciones ocuparon las dos primeras posiciones en todas las ediciones.

| Equipo     | Campeón | Subcampeón |
| ---------- | ------- | ---------- |
| Luxemburgo | 1       |            |
| Israel     | 1       |            |
| Suiza      |         | 2          |